# Kajárpéc
Kajárpéc község Győr-Moson-Sopron vármegyében, a Győri járásban, mely 1950-ben jött létre Kajár és Kispéc községek egyesítésével.

## Fekvése
Győrtől 25 kilométerre délre fekszik, Győr-Moson-Sopron vármegye déli határszélén, a Sokorói-dombság délnyugati szélső dombsorának lábánál; felszíne változatos.
A szomszédos települések: északkelet felől Tényő, kelet felől Sokorópátka, dél felől a már Veszprém vármegyéhez tartozó Lovászpatona, délnyugat felől Szerecseny, nyugat felől Gyömöre, északnyugat felől pedig Felpéc.

### Megközelítése
Kajárpéc legfontosabb közúti megközelítési útvonala a Pápa és Győr térségét összekötő 83-as főút, annak ellenére is, hogy a település közigazgatási területét a főút bő 5 kilométerre elkerüli. Kajárpéc északi településrésze, Kispéc azonban két irányból is megközelíthető a főút felől: északi irányból, Győr felől Győrszemere előtt letérve a 8308-as úton, déli irányból, Pápa felől pedig téti letéréssel. Ez utóbbi esetben a 8306-os útra lekanyarodva végig kell haladni Gyömöre központján, majd e község déli szélétől mintegy 2 kilométernyire kell balra fordulni, a 83 125-ös számú mellékútra.
A település déli része, Kajár tulajdonképpen zsákfalunak tekinthető, mert csak a 8308-as úton érhető el, amelynek ott vége is szakad.
Vasútvonal nem érinti a települést, a legközelebbi vasúti csatlakozási lehetőség a Győr–Celldömölk-vasútvonal Gyömöre vasútállomása, Kispéc központjától körülbelül 8, Kajártól mintegy 10 kilométerre.

## Története
A Kajár név feltehetően személynévi eredetű, a falu egy Kajár (Quajar) nevű birtokosról kapta nevét. Kispéc nevének eredete ugyancsak személynévre vezethető vissza, itt lehetett a német eredetű Péc (Pech, Péchy, Pécsi) nemzetség birtoka.
Kajárpéc és környéke már a rómaiak idejében lakott hely volt, ez bizonyítják a területén előkerült római pénzek, kőkoporsók, téglák és egyéb leletek. Feltehetőleg már az újkőkor és a bronzkor embere is meghúzódott itt, a rómaiak után pedig népvándorláskori leletek bizonyítják a folyamatosságot.
Kajár első okleveles említése 1037-ből való, a Szent Mauríciusz Monostor nem hiteles alapítólevele szerint Szent István király ekkor adta a falut a bakonybéli apátságnak. László király 1086. évi megerősítő oklevelében 14 családot sorolt föl. 1206-ban a Kajárhoz tartozó puszta vagy község határáról, 1234-ben pedig Kajár vitatott határáról maradt fönn oklevél. Pécet 1237-1240 között említik először oklevelek. A 15. század elején földesura a Barócz család, akik a Márffy és Kisfaludy család után birtokolták a települést. Kajár első temploma föltehetőleg 1239-ben épült. 1242-ben a község lakói erőszakkal elfoglalták az apátság irtásföldjét, amit az természetesen visszavett. Több korabeli irat emlékezik meg a patonaiak 14. század végi zaklatásairól és rablásairól, de ezek a nádori tiltás ellenére is folytatódtak. 1426-ban Kispéc mellett már Balázspécet és Felpécet is emlegetik az oklevelek. A 15. század végén Kispéc a gróf Cseszneky és Gencsy családok birtoka volt. A 16. század közepétől a török közeledésének hírére többször elmenekült a lakosság, s csak Győr 1598. évi visszafoglalása után kezdődött meg újra a visszatelepülés. Hiába ígértek azonban adó- és szolgálatmentességet a visszamerészkedőknek, még jó néhány évtizedig egyaránt adózniuk kellett a fehérvári török agának és a bakonybéli apátnak.
1654-től a 18. század elejéig folyamatosan evangélikus lelkésze volt Kajárnak, s az ekkor épült sashegyi templom is az evangélikusoké volt. Ez időből említik a falu első evangélikus lelkészét, Szakony Miklóst, és első tanítóját, Bődi Györgyöt. 1698-ban Kajárnak 1518 evangélikus és 39 katolikus lakója volt. Amikor 1700-ban a falut elérte az ellenreformáció, a protestáns papot és tanítót Kispéc fogadta be. 1727-ben leégett a kispéci protestáns templom, helyette 1780-1789 között épült föl a mostani. 1748-ban pedig a kajári templom égett le, s vele pusztultak az egyházi iratok is. A mostani templomot 1800 novemberében szentelték föl a Szentháromság tiszteletére. A vészek múltával megváltozott a termelés iránya, s egyre többen foglalkoztak gyümölcs- és szőlőtermesztéssel.  Kajáron 1870-ben új iskola, 1880-ban kisdedóvó épült. Sajnos, sokan elhagyták a falut, amikor a filoxéra pusztítása után kevesebb lett a munkalehetőség.
1938-ban a sokoróaljai járásban lévő Kajár nagyközséget 1548 magyar lakta, közülük 1355 volt őstermelő, 125 iparos, 24 kereskedő, a többi nyugdíjas és alkalmazott. Egy katolikus óvoda és 2 katolikus iskola volt a faluban, s a 4050 kat. holdból 1370 holdat birtokolt a pannonhalmi Szent Benedek-rend. Idetartozott Alsómalom, Apátmajor, Belsőmalom, Disznójárás-körüli telep, Gyirdombi település, Kiskajár, Miklósmajor, Sárkánymajor és Téglaház. Kispéc kisközség a hozzá tartozó Világospusztával közigazgatásilag Kajárhoz tartozott 672 lakosából 537 volt evangélikus, 120 katolikus; 568 őstermelő, 45 iparos és 10 kereskedő. Egy evangélikus elemi iskolája volt.
Kajár község 1937-ben fennállásának 900. évfordulójára Népházat épített, amely az 50-es évek végéig volt otthona a kluboknak, egyesületeknek, színjátszóknak és a művelődni, szórakozni vágyóknak. Később mozi és művelődési otthon lett.
1950-ben Kajárpéc néven egyesült Kajár és Kispéc. A festői dombok lábánál húzódó falu viszonylag ma is csendes, nyugalmas. Kiépített víz-, csatorna- és telefonhálózata van. Körzeti orvosi rendelő biztosítja az egészségügyi ellátást. 1978-ban épült a takarékszövetkezet székháza. Óvodát tart fönn a község, általános iskolájába járnak a felpéci felsősök is.

## Közélete

### Polgármesterei
- 1990–1994: Kokas József (független)[4]
- 1994–1998: Kokas József (független)[5]
- 1998–2002: Kokas József (független)[6]
- 2002–2006: Kokas József (független)[7]
- 2006–2010: Laki György (független)[8]
- 2010–2014: Laki György (független)[9]
- 2014–2019: Laki György (független)[10]
- 2019–2024: Laki György (független)[11]
- 2024– : Laki György (független)[1]

## Népesség
A település népességének változása:
| Lakosok száma | 1273 | 1284 | 1274 | 1272 | 1284 | 1266 | 1269 | 1289 | 1294 | 1312 |
|               | 2013 | 2014 | 2015 | 2016 | 2017 | 2018 | 2021 | 2022 | 2023 | 2024 |

A 2011-es népszámlálás során a lakosok 90,7%-a magyarnak, 0,9% cigánynak, 0,7% németnek, 0,2% ukránnak mondta magát (9,2% nem nyilatkozott; a kettős identitások miatt a végösszeg nagyobb lehet 100%-nál). A vallási megoszlás a következő volt: római katolikus 45,5%, református 2,6%, evangélikus 33,2%, felekezeten kívüli 3,4% (14,9% nem nyilatkozott).
2022-ben a lakosság 92,2%-a vallotta magát magyarnak, 0,7% németnek, 0,2% ukránnak, 0,2% cigánynak, 0,1-0,1% szlovénnek és horvátnak, 1,6% egyéb, nem hazai nemzetiségűnek (7,4% nem nyilatkozott; a kettős identitások miatt a végösszeg nagyobb lehet 100%-nál). Vallásuk szerint 32,2% volt római katolikus, 23,1% evangélikus, 3,9% református, 0,4% görög katolikus, 0,1% izraelita, 0,2% egyéb keresztény, 0,6% egyéb katolikus, 7,7% felekezeten kívüli (31,7% nem válaszolt).

## Itt születtek
- Dessauer Móric (1842. május 24. – Meiningen, 1895. április 17.) rabbi.

## Nevezetességek
A településen két műemléki védelem alatt álló templom található: Kajáron a 225 éves katolikus, Kispécen a 236 éves evangélikus templom, valamint a szőlőhegyen hat darab műemlék borospince is áll.

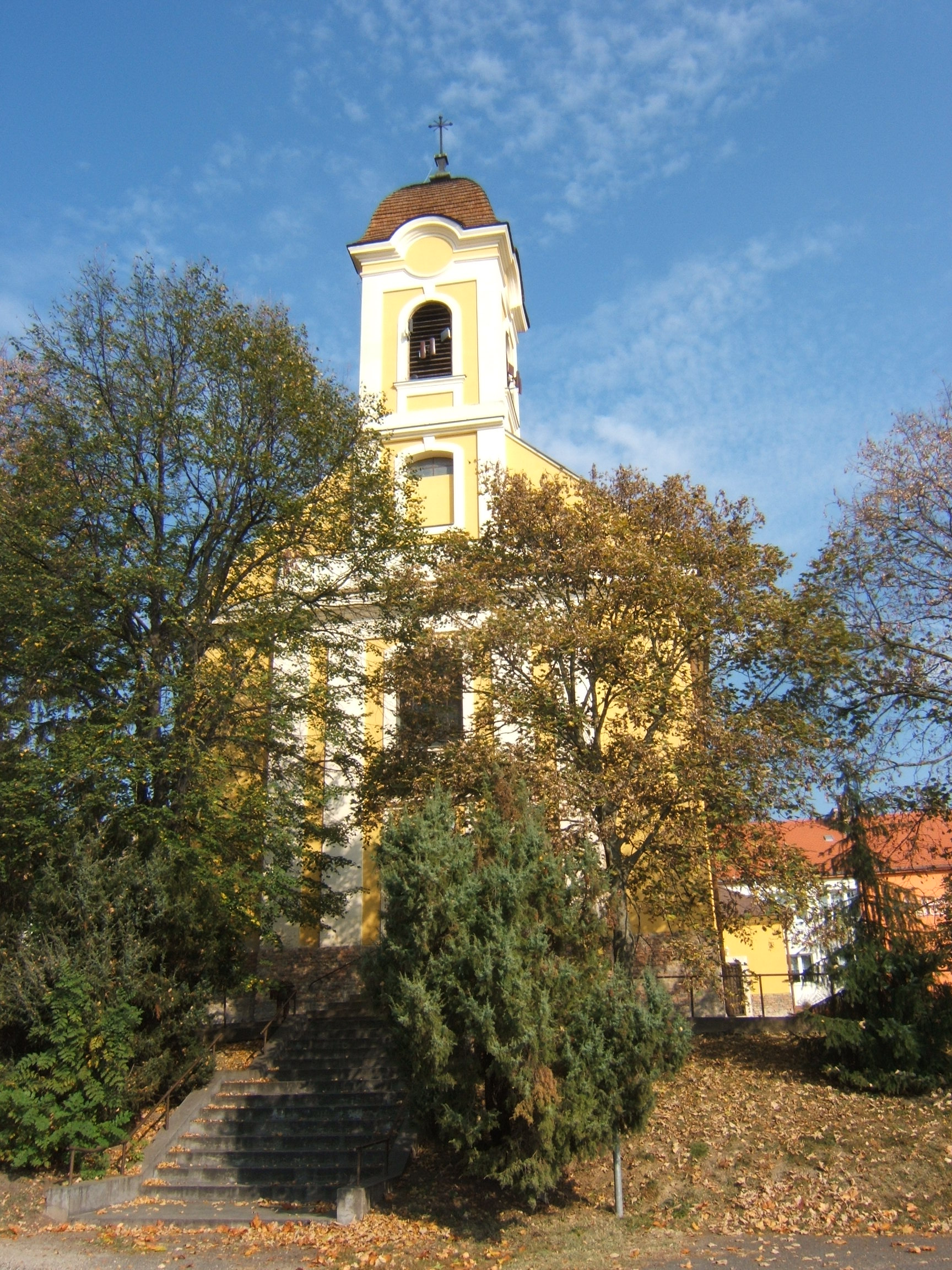
A kajári katolikus templom
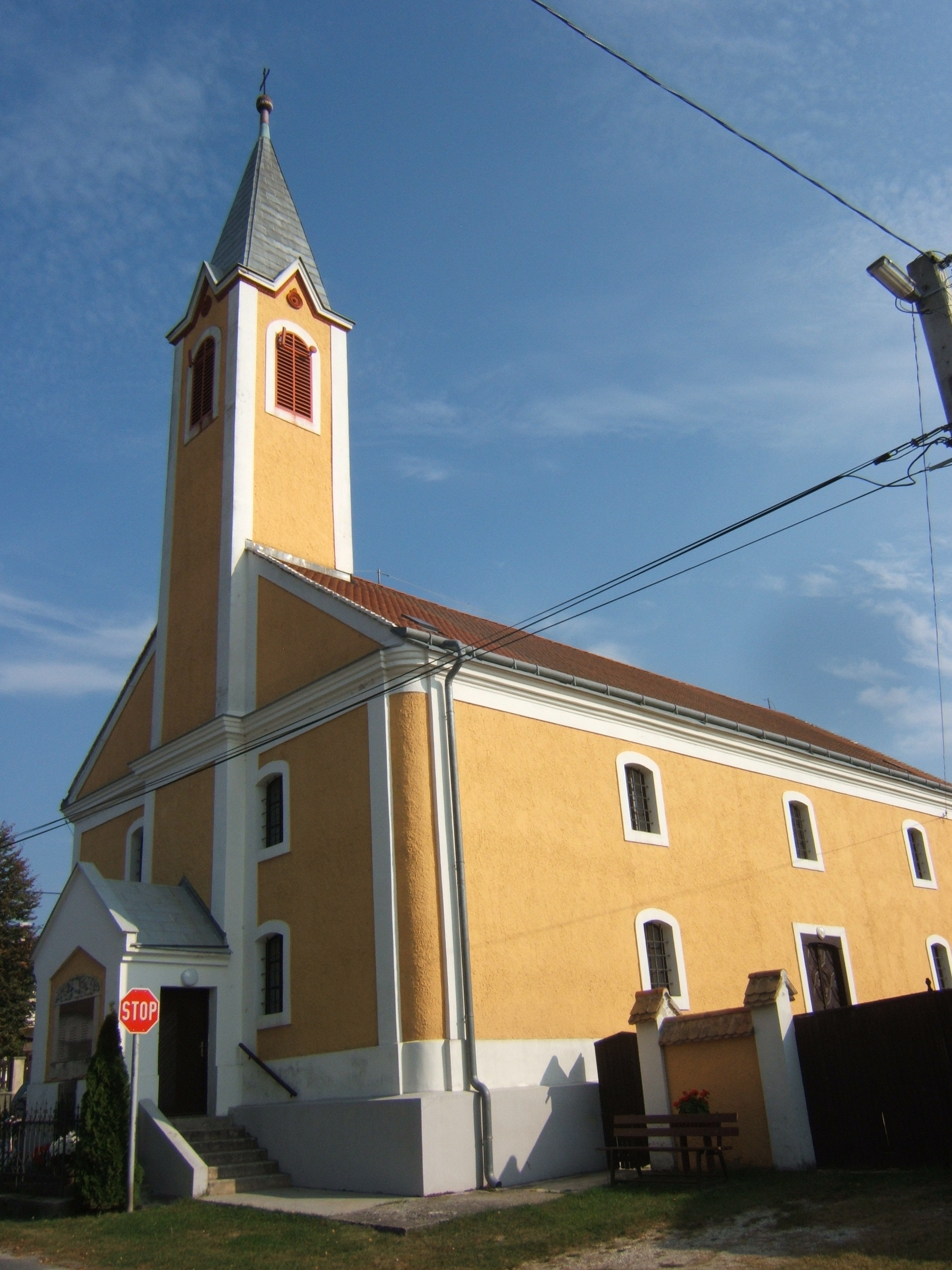
A kispéci evangélikus templom